# سايوري
سايوري (紗ゆり)(اسمها الحقيقي سايوري ياماوتشي (山内小百合 ياماوتشي سايوري)) هي مؤدية أصوات يابانية ولدت في 28 مايو 1956 في طوكيو.
توفيت في 6 مارس 2012.

## أدوارها في الأنمي

### مسلسلات أنمي تلفزيونية
- أوتلو ستار - سوزوكا
- التقرير المتنقل الجديد جاندام وينج - ليدي أن
- ملك الشجعان جاوجايجار - إيكومي كايدو
- خيميائي الفولاذ FULLMETAL ALCHEMIST - ساتيلا
- عميل الهلوسة - والدة يويتشي تايرا
- ساموراي تشامبلو - أوسوزو
- جنود السايبورغ - رقم 12
- وولفرين - ميوكي

### أوفا أنمي
- التقرير المتنقل الجديد جاندام وينج: إندليس والتز - ليدي أن

## أدوارها في الدبلجة اليابانية
- باتمان - رينيه مونتويا

## وصلات خارجية
- سايوري على موقع ميوزك برينز (الإنجليزية)
- سايوري على موقع ANN person (الإنجليزية)